# Caldera di Latera
Caldera di Latera este o arie protejată (arie specială de conservare — SAC, sit de importanță comunitară — SCI, arie de protecție specială avifaunistică — SPA) din Italia întinsă pe o suprafață de 1.218 ha, integral pe uscat.

## Localizare
Centrul sitului Caldera di Latera este situat la coordonatele 42°37′10″N 11°47′47″E / 42.619444°N 11.796389°E.

## Înființare
Situl Caldera di Latera a fost declarat sit de importanță comunitară în iunie 1995 pentru a proteja 9 specii de animale. Alte tipuri de protecție:
- arie de protecție specială avifaunistică (în octombrie 1999)[2]
- arie specială de conservare (în decembrie 2016)[1][3][4]

## Biodiversitate
Situată în ecoregiunea mediteraneană, aria protejată conține 1 habitat natural: Pseudostepă cu ierburi și specii anuale de Thero-Brachypodietea.
La baza desemnării sitului se află mai multe specii protejate:
- păsări (8): caprimulg (Caprimulgus europaeus), erete cenușiu (Circus pygargus), prepeliță (Coturnix coturnix), presură de grădină (Emberiza hortulana), șoimul rândunelelor (Falco subbuteo), sfrâncioc roșiatic (Lanius collurio), ciocârlie de pădure (Lullula arborea), gaia neagră (Milvus migrans)
- amfibieni (1): Triturus carnifex